# داني أوكونور (ملاكم)
داني أوكونور (بالإنجليزية: Danny O'Connor)‏ مواليد 30 مارس 1985 في فرامينغهام، هو ملاكم محترف أمريكي يصنف ضمن فئة وزن الوسط.

## إحصائيات
خاض خلال مسيرته 29 نزالا، فاز في 26 ولم يتعادل وخسر في 3. فاز بالضربة القاضية في 10 نزالات.

## وصلات خارجية
- داني أوكونور على موقع بوكس ريك (الإنجليزية) (registration required)

- الموقع الرسمي